# Cratere Talaus
Talaus è un cratere sulla superficie di Febe.